# Neogurelca masuriensis
Neogurelca masuriensis es una polilla de la familia Sphingidae. Vuela en el noroeste de la India a lo largo del sur Himalaya. Estados de Uttarkhand, Masuri-Mussoorie, Sur de Cachemira e Himachal Pradesh.
Su envergadura es de 42 a 50 mm.
Las larvas se alimentan de Leptodermis lanceolata.